# Accenture
 (janvier 2023).
Accenture est une entreprise mondiale de conseil comptant plus de 733 000 salariés dans 49 pays.
L'Américaine Julie Sweet dirige l'entreprise depuis septembre 2019.

## Historique

### Origines
Accenture est issu du département informatique d'Arthur Andersen, que les Américains Arthur Andersen et Clarence DeLany ont créé en 1913 sous le nom Andersen, DeLany & Co.

### Séparation d'Arthur Andersen
En 1989, ce département "conseil en informatique" se sépare d'Arthur Andersen (AA) et se renomme Andersen Consulting (AC). Arthur Andersen et Andersen Consulting sont alors des regroupements d'entités locales indépendantes, détenues chacune par leurs associés et les autres entités locales dans le monde. Les entités locales signent un accord contractuel avec une structure de regroupement mondiale, Andersen Worldwide Société Coopérative (AWSC), sous juridiction suisse.
En 2000, le chiffre d'affaires d'Andersen Consulting dépasse les 9,5 milliards de dollars, avec plus de 75 000 employés dans 47 pays, alors que le chiffre d'affaires d'Arthur Andersen est de 9,3 milliards de dollars avec 85 000 employés dans le monde en 2001.
Pendant les années 1990, des tensions croissantes apparaissent entre Andersen Consulting et Arthur Andersen[réf. nécessaire].
Le 7 août 2000, par un arbitrage de la Chambre de commerce internationale, Andersen Consulting obtient la dénonciation de tous ses liens contractuels avec AWSC et Arthur Andersen. En contrepartie, Andersen Consulting paie à Arthur Andersen la somme détenue sur le compte bloqué (1,2 milliard de dollars), et doit changer son nom, ce qui aboutit à la nouvelle identité Accenture.
À la suite de cette scission, Arthur Andersen a démissionné, quatre heures après la décision de l'arbitre, Jim Wadia, son directeur général[réf. nécessaire]. Les analystes du secteur et les professeurs d'écoles de commerce aiment à présenter cet événement comme une complète victoire pour Andersen Consulting.
Du fait de cette scission, Accenture n'est pas directement concerné lorsque Arthur Andersen est impliqué dans le scandale Enron, puis forcé à la dissolution en 2002. Beaucoup d'entités AABC sont alors rachetées par d'autres sociétés d'experts-conseils, plus particulièrement Hitachi Consulting et KPMG Consulting (renommé depuis BearingPoint).

### Création d'Accenture
Le 1er janvier 2001, Andersen Consulting devient officiellement Accenture (contraction de Accent on the future) et lance sa nouvelle marque à grand renfort de publicité.

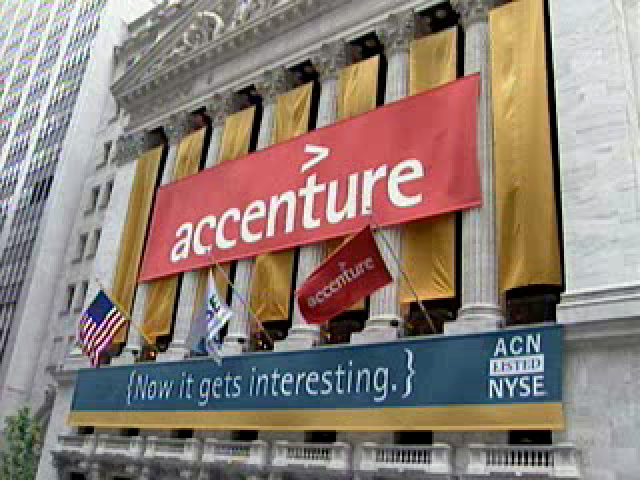
Bannière Accenture sur l'immeuble du New York Stock Exchange (NYSE) pour son introduction en bourse le 19 juillet 2001.

Le 19 juillet 2001, l'introduction en Bourse d'Accenture est effectuée au prix de 14,50 dollars par action au New York Stock Exchange (NYSE).

### Années 2010
Le 1er janvier 2011, Pierre Nanterme, diplômé de l'ESSEC et ancien responsable d'Accenture en France, est nommé directeur général d'Accenture. Il est le premier Français à diriger le groupe au niveau mondial.
À son arrivée, il décide d’une politique d’investissement massif dans les domaines de l’interactivité, de la mobilité, de l’analytique, du cloud et de la sécurité (dite « imacs »), pour répondre aux besoins grandissants de transformation numérique des entreprises. Celle-ci se traduit par de nombreux rachats d’entreprises : entre 2014 et 2016, Accenture dépense 3 milliards d’euros pour racheter une cinquantaine d’entreprises, principalement dans les activités numériques (internet des objets, intelligence artificielle, réalité immersive, blockchain, informatique quantique, entre autres),,.
Parmi les rachats effectués durant cette période, on note :
En mai 2013, le rachat de l’agence de communication numérique anglaise Fjord (200 salariés). En janvier 2014, Accenture acquiert l'entreprise de services dématérialisé ClientHouse pour un montant inconnu. En juillet 2015, Amadeus fait une offre d'acquisition sur la filiale Navitaire d'Accenture, qui emploie 550 personnes, pour 830 millions d'euros. En septembre 2016, Accenture annonce acquérir une participation de 47,7 % dans Octo Technology, une entreprise française, la valorisant à 115 millions d'euros. L'opération de rachat est finalisée en mars 2017. En décembre 2016, Accenture rachète l’agence anglaise Karmarama. En 2017, Accenture annonce les rachats d’Arismore (société française de sécurité numérique), d’Altima (société française de conseil en commerce digital, 370 personnes) et de Monkeys (agence de communication australienne).
Accenture devient un concurrent des groupes publicitaires historiques,.
Cette politique de croissance externe s’accompagne aussi d’importants investissements en recherche et développement, en détection des tendances technologiques, en formation des collaborateurs et en relations avec les start-ups. Depuis son entrée en bourse jusqu’à 2017, la taille d’Accenture a été multipliée par 5 pour les effectifs et par 3 pour le chiffre d’affaires.
À la disparition de Pierre Nanterme en janvier 2019, David Rowland assure l'interim à la tête d'Accenture avant la nomination en septembre 2019 de Julie Sweet, qui dirigeait depuis quatre ans la branche Amérique du Nord du groupe.

### Années 2020
En janvier 2020, Accenture annonce une nouvelle organisation autour de 4 services (Strategy & Consulting, Interactive, Technology, Operations) et autour de 3 marchés géographiques (Amérique du Nord, Europe, Marchés émergents).
En septembre 2020, Accenture continue son plan d'investissement et annonce la création d'Accenture Cloud First, qui a pour objectif d'investir 3 milliards de dollars sur 3 ans afin de renforcer l'impact sur le marché du cloud.
En 2021, dans le contexte de la crise de la covid 19, le gouvernement français confie la mission de la mise en place du système d'information vaccination à Accenture,, ce qui amène toutefois certaines controverses quant à l'efficacité de cette stratégie,,.
En février 2021, la direction annonce l'acquisition de la société de conseil britannique Infinity Works, spécialisée dans la transformation numérique. Un mois plus tard, elle annonce celle du groupe REPL, un cabinet anglais spécialisé dans le conseil en technologie et du fabricant brésilien de robots et d'automatismes industriels, Pollux, et de GRA, une compagnie australienne de logistique,,. En mai 2021, Accenture annonce rechercher Linkbynet, entreprise spécialiste du cloud et de la cybersécurité.
En 2021, selon une enquête du cabinet d’études de marché PAC, Accenture devient le leader des services du numérique en Europe, Moyen-Orient et Afrique.
En mai 2021, Accenture Cloud First continue le développement d'offres en partenariat avec l'écosystème SAP, comme RISE with SAP, SOAR with ACN.
En juin 2021, Accenture annonce acquérir Exton Consulting, un cabinet français spécialisé dans le conseil en stratégie et management auprès des clients du secteur de la finance, renforçant les équipes d'Accenture sur toutes les typologies de projets autour de la finance. En août 2021, la direction annonce la finalisation de cette acquisition.
En août 2021, l'entreprise annonce avoir été victime d'une cyberattaque de la part du gang de cybercriminels LockBit 2.0 mais ne signale aucun impact, fuite de données ou don de rançon.
En juin 2022, l'entreprise annonce acquérir Greenfish, un cabinet européen de conseil en ingénierie et stratégie durable, qui porte des projets d'intelligence environnementale, de RSE, de stratégie et transformation durable ainsi que de R&D. Cette acquisition vient renforcer et structurer les activités du groupe dans le domaine du développement durable. Elle a été finalisée le 31 décembre 2022.
En mars 2023, l'entreprise annonce un plan de suppressions de postes portant sur 2,5 % de ses effectifs, soit 19000 salariés. Les causes de ce plan social sont à rechercher dans la dégradation de la situation économique mondiale.
En février 2025, à la suite de l'élection de Donald Trump à la présidence des Etats-Unis, Accenture abandonne ses politiques de diversité, équité et inclusion (DEI),.

## Activités
Sans organigramme, Accenture est organisé de façon matricielle, avec d'un côté les secteurs d'activité client ("Operating groups") et de l'autre les métiers ("Businesses")[réf. souhaitée].

### 19 Industries regroupées dans 5 Operating Groupes
- CMT - Communication, Médias et Technologies (20 % de l'activité en 2017[8]) : opérateurs de télécommunications, cablô-opérateurs, médias et services multimédias, entreprises de loisirs, téléphonie, entreprises du secteur aéronautique
- FS - Services Financiers (21 % de l'activité en 2017) : banques, marchés financiers, compagnies d'assurances
- H&PS - Services Publics (18 % de l'activité en 2017) : défense, poste, éducation, impôts, services sociaux, sécurité, justice, services électoraux
- Products - Produits (27 % de l'activité en 2017) : automobile, santé et sciences de la vie, biens d'équipements, distribution, grande consommation, transport terrestre, aérien et maritime, bâtiment et travaux publics
- Resources - Ressources (14 % de l'activité en 2017) : chimie, énergie, métal et mines, services d'utilité publique

### 4 Services
En 2020, Accenture s'organise autour de 4 secteurs d'activités qui ont chacun un directeur exécutif :
- Accenture Strategy & Consulting : Conseil stratégique et conseil en management spécifique à une industrie
- Accenture Song (ex Accenture Interactive) : Conseil spécialisé dans l'expérience client et la publicité numérique
- Accenture Technology : Conseil en technologie depuis la création de la vision technologique jusqu'à sa mise en œuvre et sa maintenance
  - Accenture Technology représente en 2021 60% des activités d'Accenture monde[42]
  - Recherche & Développement : Animation d'un réseau global de 7 laboratoires en intelligence artificielle, cyber-sécurité, applications[43], partage d'une vision annuelle de la technologie. La France a un laboratoire à Sophia-Antipolis.
  - Implémentation (SI) : Mise en œuvre de grands projets de transformation technologique autour des plateformes SAP, Microsoft, Salesforce,… avec des équipes pluridisciplinaires chez le client et via le réseau de 50 centres de services dans le monde[44]. La France a un centre de service à Nantes.
  - Maintenance (AO, IO) : Amélioration en continue des plateformes applicatives et infrastructures cloud
  - Le service couvre les activités de Recherche & Développement. Via son réseau de laboratoires, Accenture Technology fournit l'ensemble des services d'innovation
- Accenture Operations : Externalisation de processus métiers gérés en mode 'as-a-service'

En 2021, Accenture annonce 4 priorités stratégiques : le cloud, l'expérience client (interactive), la sécurité et la transformation digitale de l’ingénierie et de la fabrication.

### 3 Géographies
En 2020, Accenture s'organise autour de 3 plaques géographiques qui ont chacune un directeur exécutif :
- Amérique du Nord : 47 % du chiffre d’affaires 2017[45]
- Europe : 34 % du chiffre d’affaires 2017
- Marchés Émergents (Asie, Amérique du Sud, Afrique) : 19 % du chiffre d’affaires 2017

## Gouvernance

Siège d'Accenture-France, 118-120 Avenue de France dans le 13e arr. de Paris

### Conseil d'administration
Le conseil d’administration d’Accenture se compose en 2021 de 12 membres :
- Julie Sweet, PDG d’Accenture
- Marjorie Magner, associée, Brysam Global Partners
- Jaime Ardila, ancien membre du comité exécutif de General Motors
- Charles Giancarlo, PDG, Pure Storage
- Herbert Hainer, anciennement PDG d’Adidas
- William L Kimsey, ancien PDG d’Ernst & Young
- Nancy McKInstry, PDG, Wolters Kluwer
- Gilles Pélisson, PDG du groupe TF1
- Paula Price, professeur à Harvard
- Arun Sarin, ancien directeur général de Vodafone
- Franck K. Tang, PDG de FountainVest Partners
- Tracey T. Travis, directrice financière d’Estée Lauder

### Direction

#### Comité exécutif
Le conseil exécutif d’Accenture était composé en 2017 de huit membres :
1. Pierre Nanterme, Président-directeur général (décédé en 2019).
2. David P. Rowland, directeur financier ;
3. Jo Deblaere, directeur des opérations ;
4. Omar Abbosh, directeur de la stratégie ;
5. Gianfranco Casati, directeur marchés de croissance ;
6. Paul R. Daugherty, directeur technologies et innovation ;
7. Amy Fuller, directrice marketing et communication ;
8. Ellyn J. Shook, directrice des ressources humaines et du leadership.

#### Les présidents-directeurs généraux
Depuis la séparation d’Arthur Andersen et la création d’Andersen Consulting, l’entreprise a connu cinq présidents-directeurs généraux :
1. George T. Shaheen (1989-1999) ;
2. Joe Forehand (1999-2004) ;
3. William D. Green (2004-2010) ;
4. Pierre Nanterme (2011-2019)[48].
5. Julie Sweet (depuis 2019 après un interim de David Rowland)[49]

## Chiffres-clé

### Résultats financiers
| Années                                     | 2011  | 2012  | 2013 | 2014 | 2015  | 2016    | 2017  | 2018  | 2019  | 2020  | 2021  |
| ------------------------------------------ | ----- | ----- | ---- | ---- | ----- | ------- | ----- | ----- | ----- | ----- | ----- |
| Chiffre d'affaires en milliards de dollars | 25,5  | 27,9  | 28,6 | 30,0 | 31,0  | 32,9    | 36,18 | 40,99 | 43,22 | 44,33 | 50,53 |
| Croissance hors effets de changes          | +15 % | +11 % | +4 % | +5 % | +11 % | +10,5 % | +7 %  | +13%  | +5%   | +2,6% | +14%  |

### Investissements
En recherche et développement : 600 millions de dollars chaque année.
En formation (chiffres 2016) : 900 millions de dollars en formation des collaborateurs, 160 000 collaborateurs formés en intelligence artificielle, analyse et gestion des données, etc.
En acquisitions : 3.4 milliards de dollars investis de 2015 à 2017 ; 70 acquisitions effectuées sur la même période.

## Culture et responsabilité d’entreprise

### Management
Accenture a pris plusieurs initiatives remarquées en matière de style de management, comme le fait de ne pas avoir de quartier général : les membres du comité de direction sont dispersés dans le monde, se réunissent physiquement quatre fois par an et par téléprésence une fois par semaine. Accenture est une des entreprises qui utilise des hologrammes pour les conventions managériales, notamment par Pierre Nanterme,. En 2015, L'entreprise a également annoncé la fin des entretiens d’évaluation annuels,.

### Activité de lobbying

#### En France
Pour l'année 2017, Accenture déclare à la Haute Autorité pour la transparence de la vie publique exercer des activités de lobbying en France pour un montant qui n'excède pas 200 000 euros.

#### Auprès des institutions de l'Union européenne
Accenture est inscrit depuis 2009 au registre de transparence des représentants d'intérêts auprès de la Commission européenne. Elle déclare en 2017 pour cette activité des dépenses annuelles d'un montant compris entre 400 000 et 500 000 euros.

### Controverses
En 2017, la société est condamnée à 99 000 euros d'amende par le tribunal de police de Paris pour « usage abusif des forfaits jours ».
En France, en mars 2022, la « commission d'enquête sénatoriale sur l'influence des cabinets de conseil sur les politiques publiques », dévoile les sommes colossales octroyées par l'État à Accenture, comme au cabinet McKinsey, pour "conseiller et apporter un soutien tactique au gouvernement dans la mise en œuvre de sa stratégie sanitaire face à l’épidémie de covid-19".
En septembre 2024, Mediapart révèle que le responsable du lobbying d’Accenture en France, travaillant directement sous l'autorité du directeur général, a cherché à piéger l'équipe de Cash Investigation en rédigeant un courrier anonyme accusant une société concurrente de malversations,.